# Smučišče Vogel
Smučišče Vogel, ki ga upravlja podjetje Žičnice Vogel Bohinj, d.d., se nahaja nad Bohinjskim jezerom v Južnih Bohinjskih gorah, v občini Bohinj. Sodi med večja smučišča v Sloveniji. Leta 2001 je na Vogel pričela voziti nova nihalna žičnica, ki potnike popelje iz doline na Rjavo skalo (1535m) v 5 minutah.
Kabina sprejme 80 + 1 oseb.
Smučišče se razprostira na nadmorski višini med 596-1800m in je 5 km oddaljeno od centra Bohinja. Smučišče je eno izmed redkih v Sloveniji, kjer je omogočena smuka le na naravnem snegu - izgradnja umetnega zasneževanja včasih ni bila dovoljena, ker smučišče leži v območju Triglavskega narodnega parka. Po spremembi zakona je zasneževanje dovoljeno, a problem je izgradnja dodatnega akumulacijskega jezera. Posebnost smučišča je 6800 m (z najvišje točke smučišča 7500m) dolga smučarska proga v dolino, skozi Žagarjev graben, ki pa je odprta le v primeru zadostne količine snega, kar se zgodi zelo redko.
Najnovejšo žičnico so zgradili leta 2023 - gondola Zadnji Vogel, ki je nadomestila staro dvosedežnico.

## Osnovni podatki
- Občina: Bohinj.
- Obratovanje naprav: od leta 1964.
- Nadmorska višina smučišča: 569 m - 1800 m.
- Površina: 78 ha.
- Smučarske proge: 22 km;
  - 9,5 km lahke     ,
  - 12,5 km srednje     ,
  - 0 km težke     .
- Snežni park: Da
- Žičnice:
  - 1 nihalka,
  - 1 štirisedežnica,
  - 1 krožno kabinska žičnica (gondola),
  - 1 enosedežnica,
  - 3 sidra.
- Zmogljivost: 6600 smučarjev na uro.

## Smučarske proge
| Ime proge                      | dolžina | viš. razlika | max. naklon | težavnost     |
| Brunarica (1)                  | 320 m   | 40 m         | 25 %        | lahka         |
| Storeč (2)                     | 400 m   | 74 m         | 28 %        | srednje težka |
| Storeč (obvoz)(3)              | 640 m   | 74 m         | 20 %        | lahka         |
| Orlove glave (4)               | 1300 m  | 174 m        | 25 %        | lahka         |
| Konta (5)                      | 250 m   | 86 m         | 40 %        | srednje težka |
| Konta (obvoz)(6)               | 480 m   | 86 m         | 30 %        | lahka         |
| Kratki plaz (7)                | 520 m   | 129 m        | 35 %        | srednje težka |
| Kratki plaz (obvoz)(8)         | 940 m   | 129 m        | 30 %        | lahka         |
| Šija-Konta (9)                 | 1250 m  | 195 m        | 33 %        | lahka         |
| Šija-Zadnji Vogel (10)         | 1380 m  | 486 m        | 45 %        | srednje težka |
| Orlove glave-Zadnji Vogel (11) | 2100 m  | 358 m        | 40 %        | srednje težka |
| Brunarica-Zadnji Vogel (12)    | 2200 m  | 221 m        | 35 %        | srednje težka |
| Žagarjev graben (13)           | 6800 m  | 981 m        | 45 %        | srednje težka |

## Oddaljenost večjih krajev
Bohinjska Bistrica 10 km, Kranj 55 km, Ljubljana 84 km